# Captura de movimiento

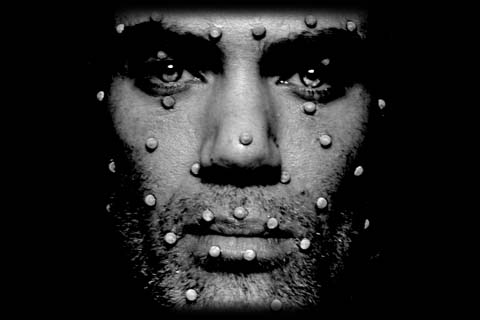
Marcadores faciales para captura de movimiento.

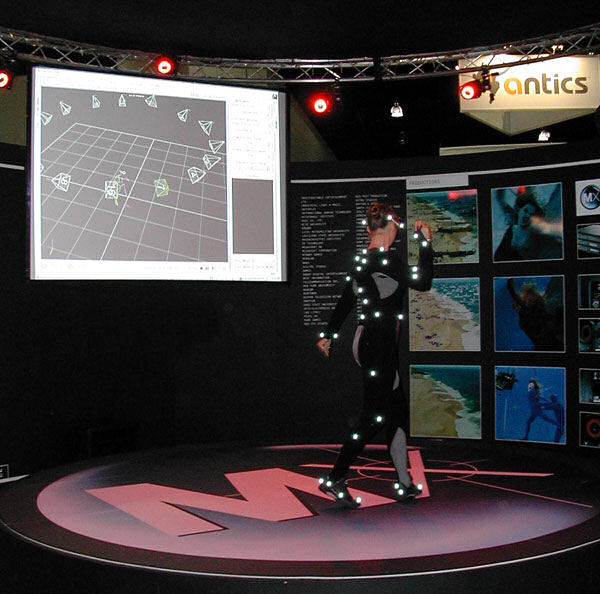
Captura de movimiento en proceso.

La captura de movimiento (del inglés motion capture, o motion tracking, también abreviada mocap) es una técnica de grabación de movimiento, en general de actores y de animales vivos, y el traslado de dicho movimiento a un modelo digital, realizado en imágenes de computadora. Se basa en las técnicas de fotogrametría y se utiliza principalmente en la industria del cine de fantasía o de ciencia ficción, en la industria de los videojuegos o también en los deportes, con fines médicos. En el contexto de la producción de una película, se refiere a la técnica de almacenar las acciones de actores humanos, y usar esa información para animar modelos digitales de personajes en animación 3D.

## Técnica
Mientras que técnicas anteriores utilizaban imágenes de múltiples cámaras para calcular las posiciones 3D, el objetivo principal de la captura de movimiento es registrar solamente los movimientos del actor, y no su apariencia física.

### Aplicación de la técnica en el cine
En el contexto de la producción de una película, se refiere a la técnica de almacenar las acciones de actores humanos, y utilizar esta información para animar modelos digitales de personajes en animación 3D. Se puede utilizar tanto para capturar el movimiento corporal de un actor como para capturar sus expresiones faciales.
- La película de animación Sinbad: Beyond the Veil of Mists (2000) fue la primera en utilizar esta técnica, aunque tuvo muy poca distribución.
- La captura de movimiento se destacó gracias a Weta Digital, una empresa de efectos especiales que destaca por el dominio de esta técnica. La usó, por ejemplo, en los personajes de Gollum (Andy Serkis)[1] (trilogía El Señor de los Anillos, 2001-2003); el simio King Kong (Andy Serkis) (King Kong, 2005) y el Capitán Haddock en Las aventuras de Tintín: el secreto del Unicornio (2011).
- El actor Mark Ruffalo ha utilizado el traje de captura de movimiento para dar vida al personaje de Hulk en The Avengers (2012), y en su secuela, Avengers: Age of Ultron (2015).

- Animaciones como The Polar Express (2004), Monster House (2006), A Christmas Carol (película de 2009) (2009), Mars Needs Moms (2011) y Las aventuras de Tintín: el secreto del unicornio (2011) son ejemplos claros de películas que han usado esta técnica de animación, en México también se ha llegado a implementar en largometrajes animados como El Gran Milagro (2011), Z-Baw: Mejores Amigos (2012), El Secreto del Medallón de Jade (2013), Selección Canina (2015) y Max (2023).

### Aplicación de la técnica en los videojuegos
Principalmente, la captura de movimientos fue instalada en los videojuegos para mejorar el realismo y la dinámica de los mismos. Para realizar las capturas, muchas veces las compañías se asocian con marcas de modelado 3D como NaturalMotion, Autodesk, entre otros.
- Los videojuegos de EA Sports, FIFA 15 y FIFA 16, utilizaron la captura de movimientos con varios jugadores para poner en el juego los movimientos que los jugadores hacen en la vida real.
- Los videojuegos de Rockstar Games, Grand Theft Auto IV y Red Dead Redemption, fueron los primeros de la compañía en poseer animaciones mediante la captura de movimientos; utilizaron los actores que doblaban las voces de los personajes para darles un toque más acuerdo a su apariencia.

## Metodología de la captura
Para llevar a cabo la captura se necesitan unos trajes especiales para los actores. Estos son lisos y de colores oscuros, recubiertos con Velcro para poder añadir los sensores. Para un correcto registro de los movimientos del cuerpo (brazos incluidos) son necesarios al menos 30 sensores.
Los sensores son colocados sobre las articulaciones y las principales masas del cuerpo, como la cabeza, caderas y pecho.
En todos los métodos de captura, excepto con los sensores inerciales, se requiere un montaje muy específico de las diferentes cámaras, de manera que eliminen el máximo de puntos ciegos que se puedan producir durante el desarrollo de la acción. Por norma general, podemos decir que cuanto más cámaras colocamos, mejores datos de posición podremos conseguir.
Existen distintos tipos de tecnologías. Una de las más utilizadas es la tecnología óptica (visual tracking). En este tipo de tecnología se fijan marcas activas o pasivas al sujeto a seguir y se almacena la posición de las marcas. Las marcas pasivas son iluminadas por fuentes de radiación (infrarrojos, o incluso ultrasonidos) y los rayos son reflejados hacia un detector. Las marcas activas emiten rayos hacia el detector por ellas mismas. El detector (cámara) refleja solo la posición (del rayo) de cada marca individual y almacena las coordenadas x e y; las imágenes no se almacenan. Estos resultados son a posteriori procesados matemáticamente y de esta forma se calculan todos los parámetros cinemáticos del movimiento.
Otros tipos de sistemas están basados en tecnologías no ópticas (Non-visual tracking). Dentro de este apartado podríamos citar los sistemas magnéticos: los cuales proporcionan la posición y orientación de la marca utilizando la orientación de un campo magnético creado por un emisor; y los mecánicos que utilizan un exoesqueleto que se coloca sobre el sujeto y que nos indica el movimiento de este utilizando potenciómetros u otros mecanismos en las articulaciones.
Recientemente se han introducido los sensores inerciales (IMU – Inertial Measurement Unit) en este tipo de aplicaciones. Este tipo de sensores proporcionan en tiempo real la orientación 3D (Roll, Yaw, Pitch) del lugar (por ejemplo la cabeza) donde son ubicados.

### Óptico-pasivo
Esta técnica utiliza sensores retrorreflectores que son seguidos por cámaras infrarrojas. Se puede ajustar el umbral de la cámara de manera que solo se muestran los marcadores reflectantes brillantes, ignorando la piel y la tela. Es el método más utilizado en la industria.
Un objeto con marcadores conectados a posiciones conocidas se utiliza para calibrar las cámaras y obtener las posiciones, y se mide la distorsión del objetivo de cada cámara. Si dos cámaras calibradas ven un marcador, se puede obtener una corrección tridimensional. Normalmente, un sistema óptico-pasivo constará de unas 2 a 48 cámaras. Existen sistemas de más de trescientas cámaras para intentar reducir el intercambio de marcadores. Se necesitan cámaras adicionales para una cobertura completa en torno al sujeto de captura y de varios sujetos.

### Óptico-activo
Esta técnica utiliza sensores LED conectados con cables al traje de captura de movimiento. 
Los sistemas ópticos activos triangular posiciones iluminando un LED a la vez muy rápidamente o varios LEDS con software para identificarlos por sus posiciones relativas, algo similares a la navegación astronómica. En lugar de reflejar la luz que se genera externamente, los marcadores están alimentados por emitir su propia luz. Como la ley del cuadrado inverso proporciona una cuarta parte de la potencia a dos veces la distancia, esto puede aumentar las distancias y el volumen para la captura. 
También hay posibilidades de encontrar la posición mediante marcadores LED de colores. En estos sistemas, cada color se asigna a un punto específico del cuerpo. 
Su mayor inconveniente es que el actor también debe acarrear baterías para los sensores.

### Sensores inerciales
Un método que solo necesita cámaras como herramienta de localización, ya que este tipo de sensores transmiten directamente la información en el ordenador. También son utilizados por deportistas para el análisis en carrera de sus movimientos con la máxima precisión. Son mucho más fáciles de colocar que los ópticos, y más prácticos.

### Método por video o sin sensores
Esta técnica no necesita sensores ni vestidos, lo que ahorra mucho tiempo, y únicamente confía en el software para el rastreo de los movimientos del actor. Para lograr la captura se utilizan algoritmos muy avanzados, sobre todo en el momento de capturar movimiento en tiempo real. El hecho de prescindir de sensores hacen que sea el método más impreciso. Puede ser un método de bajo coste, ya que es fácilmente registrable con cámaras Kinect, las usadas por Microsoft en videojuegos, tanto en XBOX como Windows. Estas son relativamente baratas, y hacen el método más accesible a todos.

## Ventajas
La captura de movimientos ofrece una serie de ventajas sobre la animación por computadora tradicional de un modelo 3D: 
- Se pueden obtener resultados con una latencia baja, cercana a la del tiempo real. En aplicaciones de entretenimiento, esto puede reducir los costes de la animación basada en fotogramas clave.[2]
- La cantidad de trabajo no varía con la complejidad o la duración del rendimiento en el mismo grado que cuando se utilizan técnicas tradicionales. Esto permite hacer muchas pruebas con diferentes estilos, dando una personalidad diferente únicamente limitada por el talento del actor.
- El movimiento complejo y las interacciones físicas realistas, tales como movimientos secundarios, peso e intercambio de fuerzas, se pueden recrear cuidadosamente de manera física.[3]
- La cantidad de datos de animación que se pueden producir en un tiempo determinado es extremadamente mayor en comparación con las técnicas de animación tradicionales. Esto contribuye tanto a la rentabilidad, como también cumplir los plazos de producción.[4]
- La captura de movimientos tiene potencial de software libre y soluciones de terceros que permiten reducir los costes.

## Inconvenientes
- Se requiere hardware específico y programas especiales para obtener y procesar los datos.
- El coste del software, del equipo y del personal necesario puede limitar a las producciones pequeñas.
- Cuando se producen problemas, es más fácil rodar la escena en lugar de intentar manipular los datos. Solamente unos cuantos sistemas permiten visualizar los datos en tiempo real para decidir si hay que rehacer la presa. No se puede capturar un movimiento que no cumpla las leyes de la física.
- Si el modelo de ordenador tiene proporciones diferentes del sujeto de captura, se pueden producir artefactos. Por ejemplo, si un personaje de dibujos animados tiene manos de grandes dimensiones, estas pueden cruzar el cuerpo del personaje si el intérprete humano no tiene cuidado con su movimiento físico.